# Żeneta skryta
Żeneta skryta (Genetta johnstoni) – gatunek ssaka z rodziny wiwerowatych (Viverridae). Zamieszkuje Afrykę Zachodnią. Jest bliski zagrożenia wyginięciem.

## Występowanie
Gatunek ten zamieszkuje tereny zachodniej Afryki. Spotkać go można w Ghanie, Gwinei, Wybrzeżu Kości Słoniowej, Sierra Leone oraz Liberii.
Jego środowiskiem naturalnym są lasy deszczowe, preferuje mokre tereny.

## Charakterystyka
Jest to niewielki ssak, długość jego ciała waha się między 47 a 52 cm. Posiada długi ogon, który może osiągnąć długość prawie tyle co całe ciało. Waży około 2,5 kg. Jego futro jest żółto-brązowe lub żółto-szare, a na bokach ma czerwonawe plamy. Nie występuje dymorfizm płciowy.

## Zachowanie
Prowadzi nocny tryb życia, dzień zazwyczaj przesypia na drzewach. Jest raczej samotnikiem, jednak można je spotkać w grupie.